# 酒後吐真言

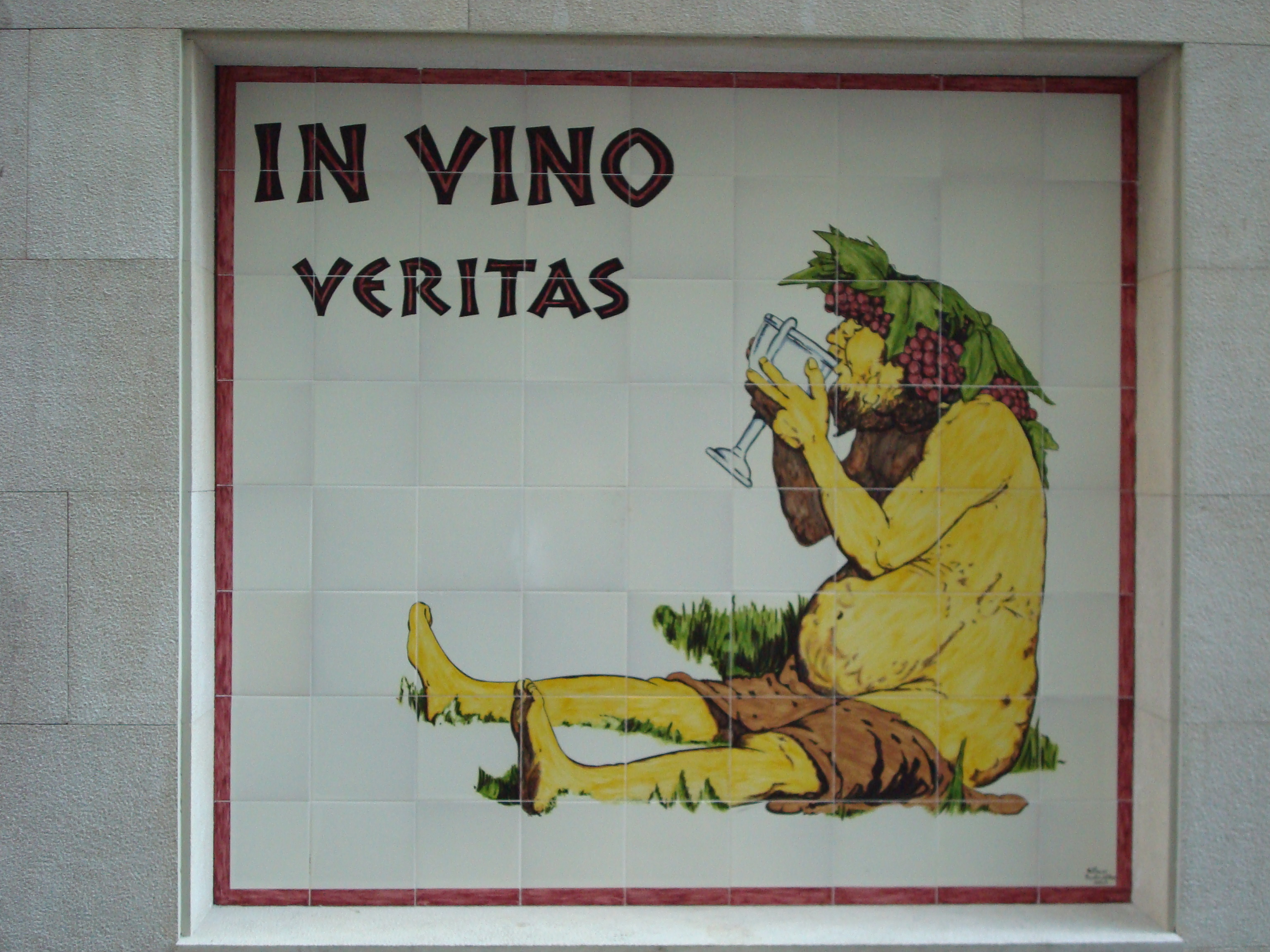
西班牙洛格罗尼奥标语

酒後吐真言 (拉丁語：In vino veritas) 指一个人在饮酒后更容易说出隐藏的想法和欲望。这个谚语有时被延续为in vīnō vēritās, in aquā sānitās，即“酒中有真理，水中有健康”。不同文化和语言中都存在类似的短语。
这一表达，以及它在古希腊语中的对应词：Ἐν οἴνῳ ἀλήθεια，罗马化：  En oinō alētheia，均出现在伊拉斯谟的《阿达吉亚》第一卷第七章第 17 节中。老普林尼的《自然史》中曾提及这一短语。阿特納奧斯在其《解析学》中引用了这一希腊表达；现在，这一表达被追溯到阿尔凯乌斯的一首诗。
希罗多德断言，如果波斯人在醉酒时做出了决定，他们就会在清醒时重新考虑。希罗多德之后的作者补充说，如果波斯人在清醒时做出了决定，他们就会在醉酒时重新考虑（《历史》第 1 卷第 133 节）。罗马历史学家塔西佗在《日耳曼尼亚志》描述了日耳曼民族如何在宴会上商议，他们认为醉酒可以防止参与者装腔作势。